# Russell (Pensilvania)
Russell es un lugar designado por el censo ubicado en el condado de Warren en el estado estadounidense de Pensilvania. En el Censo de 2010 tenía una población de 1408 habitantes y una densidad poblacional de 148,33 personas por km².

## Geografía
Russell se encuentra ubicado en las coordenadas 41°56′15″N 79°8′25″O / 41.93750, -79.14028. Según la Oficina del Censo de los Estados Unidos, Russell tiene una superficie total de 9.49 km², de la cual 9.12 km² corresponden a tierra firme y (3.87%) 0.37 km² es agua.

## Demografía
Según el censo de 2010, había 1408 personas residiendo en Russell. La densidad de población era de 148,33 hab./km². De los 1408 habitantes, Russell estaba compuesto por el 97.23% blancos, el 0.43% eran afroamericanos, el 0.36% eran amerindios, el 0.85% eran asiáticos, el 0% eran isleños del Pacífico, el 0% eran de otras razas y el 1.14% pertenecían a dos o más razas. Del total de la población el 0.78% eran hispanos o latinos de cualquier raza.